# Robert Trimble

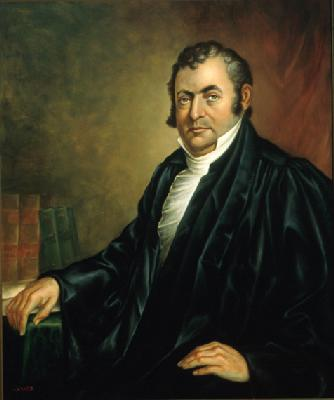
Robert Trimble

Robert Trimble (* 17. November 1776 im Berkeley County, Virginia; † 25. August 1828 in Paris, Kentucky) war ein amerikanischer Jurist und Richter am Obersten Gerichtshof der Vereinigten Staaten.
Trimble wurde im heutigen West Virginia als Sohn von William Trimble und Mary McMillan geboren. In seiner frühen Kindheit zog seine Familie nach Kentucky, wo sie sich in der Nähe der Stadt Boonesborough niederließ.
Trimble studierte Rechtswissenschaften an der Transylvania University bei George Nicholas und James Brown. Er erhielt im Jahre 1803 die Zulassung als Anwalt. Im selben Jahr wurde er in das Repräsentantenhaus von Kentucky gewählt. Dieses Mandat gab er jedoch bereits 1804 wieder auf und nahm seine Tätigkeit als Anwalt wieder auf, in der er sehr erfolgreich war. Von 1807 bis 1809 fungierte er als Richter am Kentucky Court of Appeals. Von 1813 bis 1817 war er Bundesstaatsanwalt für Kentucky.
Im Jahr 1817 erfolgte die Ernennung zum Richter am Bundesbezirksgericht für Kentucky. Dort verblieb er als Nachfolger von Harry Innes bis zum 9. Mai 1826. An diesem Tag trat er die Nachfolge von Thomas Todd am Supreme Court an; einen Monat zuvor war er von Präsident John Quincy Adams für diesen Posten nominiert worden.
Nach seinem plötzlichen Tod 1828 wurde er in Paris, Kentucky beigesetzt; sein Nachfolger am Supreme Court wurde John McLean. Das Trimble County ist nach Robert Trimble benannt. Er war mit Nancy Timberlake verheiratet und hatte sechs Kinder.